# Vladimír Šedivý
Vladimír Šedivý (ur. 17 maja 1923 w Záhorskiej Vsi na Słowacji) – czeski taternik, alpinista, działacz turystyczny, inżynier i publicysta.
Vladimír Šedivý zaczął uprawiać taternictwo w 1946 roku, wspinał się w warunkach letnich i zimowych. Wspinaczkę uprawiał także w innych pasmach górskich świata m.in. w Alpach i na Kaukazie. W latach 60. XX w. był aktywnym członkiem czechosłowackich organizacji alpinistycznych. W 1965 i 1967 roku był kierownikiem dwóch czechosłowackich wypraw wspinaczkowych w Hindukusz, o których napisał dwie wspomnieniowe książki.